# Саша Попов
Саша Димитров Попов е български цигулар и диригент, наричан „баща на българския симфонизъм“.

## Биография
Роден е на 12 юли 1899 г. в семейството на музиканти в град Русе, Княжество България. Майка му Стефана Славова е пианистка, а баща му Димитър Попов – цигулар. Започва да свири на цигулка на четиригодишна възраст с пръв учител баща му. По-късно семейството се преселва в София, където Саша Попов учи при Петко Наумов.
През 1908 г. заминава със стипендия за Виена, където доразвива свиренето си на цигулка. В столицата на Австро-Унгарската империя Попов учи при професор Карл Пирл и цигулковия педагог Отокар Шевчик. Едва 11-годишен изнася с огромен успех концерт в Загреб. Приет е за студент във Виенската консерватория през 1913 г., макар че няма необходимата възраст. След завършването ѝ се отдава на концертна дейност. Завръща се в България в 1918 г. за отбиване на военната си служба. През следващите години изнася стотици концерти във всички големи европейски музикални центрове и е признат за един от петимата първи цигулари в света (заедно с Яша Хайфец, Миша Елман, Ваша Пшихода и Фриц Крайслер).
В България Александър Попов на 21-годишна възраст е преподавател в Музикалната академия и концертмайстор на Софийската опера. Създава два камерни състава: струнен квартет и клавирно трио БПБ. През 1928 г. основава „Академичния симфоничен оркестър“ – първия симфоничен оркестър в България. На 29 години Александър Попов се отказва от изпълнителската кариера на цигулар, за да се посвети на диригентството.
През 1936 г., на основата на „Академичния симфоничен оркестър“, създава „Царски симфоничен оркестър“, предшественик на днешната „Софийска филхармония“. С този оркестър осъществява множество концерти в България и чужбина. През 1945 г. основава нов симфоничен оркестър във Варна. Продължава да ръководи „Царския симфоничен оркестър“, през 1949 г. преименуван на „Софийска държавна филхармония“, до 11 февруари 1956 г., когато е пенсиониран.
След освобождаването от поста му Попов основава оркестъра „Колегиум за камерна музика“. По-късно заминава в чужбина, където последователно работи в Израел, Египет и САЩ.
През живота си Саша Попов се жени пет пъти. Той е баща на оперната певица Валери Попова и дядо на Александрина Пендачанска.
Саша Попов умира в Лос Анджелис на 12 август 1976 г. През 1999 г. прахът му е донесен в България и положен в Централните софийски гробища.

## Памет
На Попов са наречени улиците „Професор Саша Попов“ в квартал „Яворов“ (Карта) и „Саша Попов“ в квартал „Бояна“ (Карта) в София.